# Ер (шаньюй)
Ер (кит.: 兒單于; д/н — 102 до н. е.) — 6-й шаньюй держави хунну в 105—102 роках до н. е.

## Життєпис
Син шаньюя Увея. При народженні отримав ім'я Ушілу. Можливо, саме його в 110—109 роках до н. е. китайці вимагали як заручника для укладання мирного договору. 105 року до н. е. спадкував владу, за китайськими свідченнями на той час був доволі молодим східним тукі-ваном. Змінив ім'я на Ер (китайський варіант хуннуського імені) З огляду на можливу війну з ханським імператором Лю Че відкочувала на північний захід.
Невдовзі відправив військо проти Цзюцзюаня і Дуньхуана (на заході) та Юньчжуна (на сході), де розташовувалися китайські укріплення та бази. ВУ свою чергу ханський уряд спробував посварити шаньюя зі східним тукі-ваном, але цей задум Ер викрив. Тому наказав затримати посланців-шпигунів.
У цей час Лю Чен почав війну з державою Даюань. Для захисту комунікацій та тилу інцзянь цзянцзюнь Гань Суньао спорудив прикордонну фортецю Шоусянчен. Водночас хунну потерпали через загибель коней, худоби та голод. За цих умов частина знаті хунну вирішила замиритися з імперією Хань. Виник заколот проти шаньюя на чолі із східним великим дуюєм, який отримав підтримку від китайців. Але у 103 році до н. е. Ер викрив змову, стратив східного великого дуюя та його прихильників, а потім оточив 20-тисячне ханське військо на чолі з Чжао Пону, що йшло на допомогу заколотникам. Китайське військо майже повністю було винищено.
103 року до н. е. переніс свою ставку до верхів'їв Орхону. У 103 і 102 роках до н. е. Ер двічі намагався захопити Шоусянчен, але зазнав невдачі. Зрештою захворів й невдовзі помер. Йому спадкував стрийко Сюйліху.